# Diócesis de Sankt Pölten
La diócesis de Sankt Pölten (en latín: Dioecesis Sancti Hippolyti y en alemán: Diözese St. Pölten) es una circunscripción eclesiástica de la Iglesia católica en Austria. Se trata de una diócesis latina, sufragánea de la arquidiócesis de Viena. Desde el 17 de mayo de 2018 su obispo es Alois Schwarz.

## Territorio y organización
La diócesis tiene 10 450 km² y extiende su jurisdicción sobre los fieles católicos de rito latino residentes en la parte occidental del estado de Baja Austria.
La sede de la diócesis se encuentra en la ciudad de Sankt Pölten, en donde se halla la Catedral de la Asunción de María.
En 2020 en la diócesis existían 422 parroquias.

## Historia
La diócesis fue erigida el 28 de enero de 1785 con la bula Inter plurimas del papa Pío VI, obteniendo el territorio de la diócesis de Passau.
El 14 de noviembre de 2014 cedió los territorios de Hochstraß y Schwabendörfl en el municipio de Altlengbach a la arquidiócesis de Viena mediante el decreto Quo aptius de la Congregación para los Obispos.

## Estadísticas
Según el Anuario Pontificio 2021 la diócesis tenía a fines de 2020 un total de 482 587 fieles bautizados.
| Año                                                                             | Población            | Población | Población      | Sacerdotes | Sacerdotes    | Sacerdotes    | Bautizados por sacerdote | Diáconos permanentes | Religiosos | Religiosos | Parroquias |
| Año                                                                             | Bautizados católicos | Total     | % de católicos | Total      | Clero secular | Clero regular | Bautizados por sacerdote | Diáconos permanentes | Varones    | Mujeres    | Parroquias |
| ------------------------------------------------------------------------------- | -------------------- | --------- | -------------- | ---------- | ------------- | ------------- | ------------------------ | -------------------- | ---------- | ---------- | ---------- |
| 1950                                                                            | 345 019              | 363 542   | 94.9           | 719        | 425           | 294           | 479                      |                      | 342        | 1358       | 410        |
| 1970                                                                            | 630 334              | 656 525   | 96.0           | 692        | 546           | 146           | 910                      |                      | 146        | 1250       | 420        |
| 1980                                                                            | 640 742              | 672 000   | 95.3           | 697        | 408           | 289           | 919                      | 10                   | 314        | 674        | 423        |
| 1990                                                                            | 585 775              | 630 717   | 92.9           | 594        | 351           | 243           | 986                      | 26                   | 270        | 454        | 424        |
| 1999                                                                            | 577 471              | 633 106   | 91.2           | 493        | 311           | 182           | 1171                     | 43                   | 221        | 313        | 424        |
| 2000                                                                            | 572 109              | 628 671   | 91.0           | 502        | 320           | 182           | 1139                     | 45                   | 217        | 314        | 424        |
| 2001                                                                            | 575 146              | 624 161   | 92.1           | 522        | 312           | 210           | 1101                     | 48                   | 248        | 286        | 424        |
| 2002                                                                            | 573 584              | 630 000   | 91.0           | 528        | 304           | 224           | 1086                     | 51                   | 265        | 303        | 414        |
| 2003                                                                            | 570 186              | 623 975   | 91.4           | 500        | 276           | 224           | 1140                     | 51                   | 284        | 287        | 423        |
| 2004                                                                            | 566 679              | 629 928   | 90.0           | 518        | 307           | 211           | 1093                     | 48                   | 282        | 251        | 424        |
| 2010                                                                            | 540 954              | 613 200   | 88.2           | 493        | 295           | 198           | 1097                     | 78                   | 247        | 192        | 424        |
| 2014                                                                            | 516 765              | 621 100   | 83.2           | 498        | 276           | 222           | 1037                     | 88                   | 269        | 158        | 423        |
| 2017                                                                            | 501 221              | 629 000   | 79.7           | 495        | 274           | 221           | 1012                     | 88                   | 265        | 135        | 422        |
| 2020                                                                            | 482 587              | 637 390   | 75.7           | 448        | 288           | 160           | 1077                     | 95                   | 215        | 117        | 422        |
| Fuente: Catholic-Hierarchy, que a su vez toma los datos del Anuario Pontificio. |                      |           |                |            |               |               |                          |                      |            |            |            |

## Episcopologio
- Johann Heinrich von Kerens, S.I. † (14 de febrero de 1785-26 de noviembre de 1792 falleció)
- Sigismund Anton von Hohenwart, S.I. † (12 de septiembre de 1794-20 de junio de 1803 nombrado arzobispo de Viena)
  - Sede vacante (1803-1806)
- Godfried Joseph Crüts van Creits † (26 de agosto de 1806-5 de abril de 1815 falleció)
- Johann Nepomuk von Dankesreither † (23 de septiembre de 1816-10 de junio de 1823 falleció)
- Joseph Chrysostomus Pauer † (3 de mayo de 1824-19 de diciembre de 1826 falleció)
- Jakob Frint † (9 de abril de 1827-11 de octubre de 1834 falleció)
- Johann Michael Leonhard † (6 de abril de 1835-19 de noviembre de 1835 nombrado ordinario militar de Austria)
- Michael Johann Wagner † (1 de febrero de 1836-23 de octubre de 1842 falleció)
- Anton Alois Buchmayer † (30 de enero de 1843-2 de septiembre de 1851 falleció)
- Ignaz Feigerle † (15 de marzo de 1852-27 de septiembre de 1863 falleció)
- Joseph Feßler † (27 de marzo de 1865-25 de abril de 1872 falleció)
- Matthäus Joseph Binder † (23 de diciembre de 1872-14 de agosto de 1893 falleció)
- Johannes Baptist Rößler † (10 de abril de 1894-4 de enero de 1927 falleció)
- Michael Memelauer † (18 de abril de 1927-30 de septiembre de 1961 falleció)
- Franz Žak † (1 de octubre de 1961 por sucesión-11 de julio de 1991 retirado)
- Kurt Krenn † (11 de julio de 1991-7 de octubre de 2004 renunció)
- Klaus Küng (7 de octubre de 2004-17 de mayo de 2018 retirado)
- Alois Schwarz, desde el 17 de mayo de 2018